# Julius von Cavallar

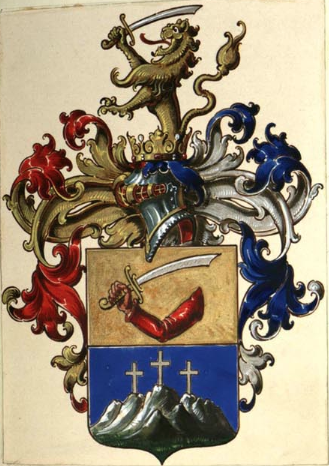
Wappen des Julius Edler von Cavallar

Julius von Cavallar (* 15. Mai 1845 bei Ödenburg, Königreich Ungarn; † 20. August 1906 in Graz, Österreich-Ungarn) war ein altösterreichischer Generalmajor.

## Biografie
Julius Cavallar diente als Offizier in der k.u.k. Armee bis zu seiner Pensionierung am 1. Februar 1903. Ihm wurde am 12. März desselben Jahres der ungarische Adel verliehen. Die Eintragung in den „Liber Regius“ erfolgte jedoch erst am 17. März 1903.
Generalmajor Julius von Cavallar starb im Alter von 62 Jahren und wurde auf dem Grazer Zentralfriedhof bestattet.

## Familie
Julius von Cavallar heiratete am 18. November 1874 in Cilli Therese geb. Kartin, mit der er drei Kindern hatte: Auguste, Ernst und Margarethe.
Sein Sohn Ernst, geboren in Wiener Neustadt am 15. Februar 1879, fiel am 19. September 1914 bei Uzvece (Serbien) als Hauptmann des Feldjägerbataillons Nr. 21 und hinterließ zwei Kinder aus seiner Ehe mit Gabriele geb. Hampl: Erna und Kurt.
Kurt von Cavallar, der am 12. Dezember 1912 zu Gradisca geboren wurde, starb kinderlos. Somit erlosch die Linie der Nachfahren von Julius von Cavallar.
Die Cavallar-Familie aus Ungarn steht in keinem Zusammenhang mit dem altösterreichischen Adelsgeschlecht der Freiherrn von Cavallar und der Ritter Cavallar von Grabensprung.